# Сен-Жан-Дельну
Сен-Жан-Дельну́ (фр. Saint-Jean-Delnous, окс. Sant Joan del Nos) — коммуна во Франции, находится в регионе Окситания. Департамент — Аверон. Входит в состав кантона Рекиста. Округ коммуны — Родез.
Код INSEE коммуны — 12230.
Коммуна расположена приблизительно в 540 км к югу от Парижа, в 100 км северо-восточнее Тулузы, в 35 км к югу от Родеза.

## Население
Население коммуны на 2008 год составляло 446 человек.
| 1962 | 1968 | 1975 | 1982 | 1990 | 1999 | 2008 |
| ---- | ---- | ---- | ---- | ---- | ---- | ---- |
| 421  | 491  | 429  | 372  | 377  | 390  | 446  |

## Экономика

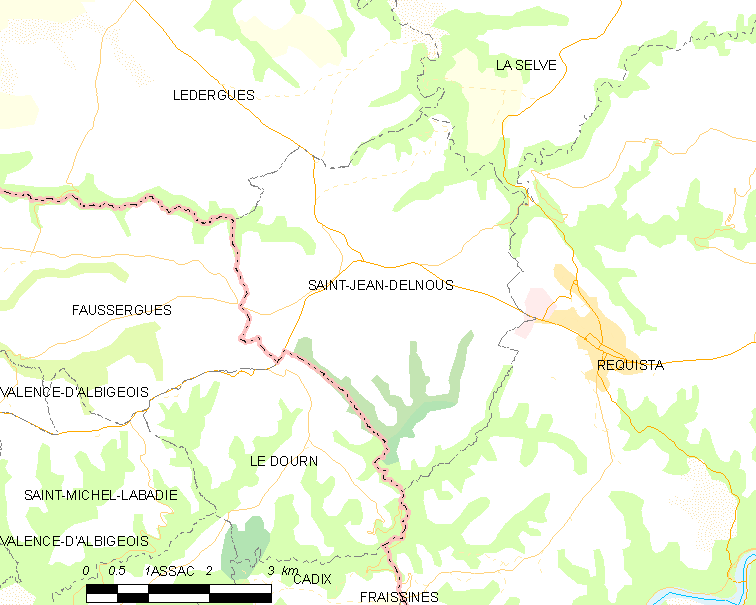
Карта коммуны

В 2007 году среди 231 человека в трудоспособном возрасте (15—64 лет) 171 были экономически активными, 60 — неактивными (показатель активности — 74,0 %, в 1999 году было 66,7 %). Из 171 активных работали 162 человека (86 мужчин и 76 женщин), безработных было 9 (3 мужчин и 6 женщин). Среди 60 неактивных 16 человек были учениками или студентами, 32 — пенсионерами, 12 были неактивными по другим причинам.